# Meromyza tuvinensis
Meromyza tuvinensis är en tvåvingeart som beskrevs av Lidia Ivanovna Fedoseeva 1971. Meromyza tuvinensis ingår i släktet Meromyza och familjen fritflugor. Inga underarter finns listade i Catalogue of Life.